# Calantica biseriata
Calantica biseriata är en videväxtart som beskrevs av Joseph Marie Henry Alfred Perrier de la Bâthie. Calantica biseriata ingår i släktet Calantica och familjen videväxter. Inga underarter finns listade i Catalogue of Life.